# Isotomodes ibanezi
Isotomodes ibanezi är en urinsektsart som beskrevs av Simòn och Lucianez 1989. Isotomodes ibanezi ingår i släktet Isotomodes och familjen Isotomidae. Inga underarter finns listade i Catalogue of Life.